# Bertha Badt-Strauss
Bertha Badt-Strauss (Breslavia, Prusia, 7 de diciembre de 1885-Chapel Hill, Estados Unidos, 20 de febrero de 1970) fue una escritora y sionista alemana. Colaboró con diversas publicaciones judías tanto en Berlín como en los Estados Unidos y también editó y tradujo obras de otros escritores.

## Biografía
Nació en 1885 en Breslavia; sus padres eran Benno Badt, filólogo, y Martha —cuyo apellido de soltera era Guttman—, profesora. Estudió Literatura y Filosofía en las universidades de Breslavia, Berlín y Múnich y con su tesis acerca de la escritora y compositora Annette von Droste-Hülshoff se convirtió en una de las primeras mujeres en conseguir un grado doctoral en Prusia. Desde 1913 vivía en Berlín con Bruno Strauss, profesor, con quien tuvo un hijo, Albrecht, en 1921. Poco después del nacimiento del primogénito, Bertha desarrolló esclerosis múltiple.
Era sionista y una miembro activa de la comunidad judía de Berín. Escribió artículos para varios periódicos judíos, incluidos el Jüdische Rundschau, Der Jude, Israelitische Familienblatt, Blätter des Jüdischen Frauenbundes y Der Morgen. Asimismo, colaboró en la redacción de dos enciclopedias, la Encyclopaedia Judaica y el Jüdisches Lexikon. Fue también una prolífica editora y traductora de obras de otros escritores, entre los que se cuentan Droste-Hülshoff, Achim von Arnim, Moses Mendelssohn, Fanny Lewald, Hermann Cohen, Rahel Varnhagen, Heinrich Heine, Süßkind von Trimberg, Profiat Duran y León de Módena. Escribió una biografía de la escritora Elise Reimarus que no llegó a publicarse.
En 1939, se vio obligada a emigrar a los Estados Unidos huyendo de los nazis. Se asentó en Shreveport, Luisiana, donde su marido era profesor universitario. Allí publicó White Fire: The Life and Works of Jessie Sampter, una biografía de la sionista Jessie Sampter, y siguió escribiendo para varias publicaciones judeoamericanas, como Aufbau, The Jewish Way, The Menorah Journal, The Reconstructionist, The National Jewish Monthly, Hadassah Newsletter y Women's League Outlook.
Falleció en Carolina del Norte en 1970, a los 84 años de edad.